# قورغاس
قورغاس هي مدينة صينية تقع على الحدود مع كازاخستان في محافظة إيلي في منطقة سنجان.